# キャサリーンパー
キャサリーンパー（欧字名:Catherine Parr、1987年4月22日 - 2006年5月16日）はアメリカ合衆国生産の競走馬、繁殖牝馬。競走馬としては未勝利のまま引退したが、繁殖牝馬として日本に輸入された後、多くの活躍馬を出す牝系の祖となった。

## 生涯
1987年にアメリカで出生。現役時代はフランスで走り、GIIIで2着が2回・GIIで3着が1回あるものの、9戦未勝利の成績で引退。引退後はアイルランドやイギリスの牧場で繁殖生活を送った。
1997年にラムタラとの仔を受胎した状態で日本に輸入され、北海道早来町のノーザンファームで繋養された。重賞を勝つ馬はなかなか現れなかったが、エルコンドルパサーとの配合で生産した10番仔のアロンダイトが2006年にジャパンカップダートを優勝し、産駒初の重賞勝利およびGI勝利を達成。アロンダイトの全姉クリソプレーズは競走馬としては下級条件で引退したが、繁殖牝馬としては3頭のGI級競走勝ち馬を輩出する大変優秀な成績を収めた。
キャサリーンパーは2006年5月15日に最後の産駒となるトワイニングとの仔を出産したが、その翌日に急死した。

## 繁殖成績
|        | 生年   | 馬名               | 性      | 毛色   | 父                 | 馬主                       | 管理調教師     | 戦績            | 出典   |
| ------ | ------ | ------------------ | ------- | ------ | ------------------ | -------------------------- | -------------- | --------------- | ------ |
| 初仔   | 1993年 | Patiala            | 牝      | 鹿毛   | Nashwan            |                            |                | 愛国産・5戦0勝  | [ 3 ]  |
| 2番仔  | 1994年 | Sparverius         | 牡→セン | 鹿毛   | In the Wings       |                            |                | 愛国産          | [ 4 ]  |
| 3番仔  | 1995年 | Cromwell           | 牡→セン | 鹿毛   | ラストタイクーン   |                            |                | 愛国産・68戦9勝 | [ 5 ]  |
| 4番仔  | 1996年 | *シースルオール    | 牡      | 鹿毛   | Alzao              | 吉田勝己                   | 栗東・石坂正   | 英国産・25戦5勝 | [ 6 ]  |
| 5番仔  | 1997年 | テンダーパッション | 牝      | 鹿毛   | ラムタラ           | （株）日本ダイナースクラブ | 栗東・森秀行   | 不出走          | [ 7 ]  |
| 6番仔  | 1998年 | ジブリール         | 牝      | 青鹿毛 | サンデーサイレンス | （有）社台レースホース     | 栗東・松田国英 | 9戦0勝（繁殖）  | [ 8 ]  |
| 7番仔  | 2000年 | タンザナイト       | 牝      | 黒鹿毛 | サンデーサイレンス | 近藤英子                   | 栗東・音無秀孝 | 13戦3勝（繁殖） | [ 9 ]  |
| 8番仔  | 2001年 | アドマイヤダンサー | 牝      | 青鹿毛 | エルコンドルパサー | 近藤利一                   | 美浦・小島太   | 22戦3勝（繁殖） | [ 10 ] |
| 9番仔  | 2002年 | クリソプレーズ     | 牝      | 黒鹿毛 | エルコンドルパサー | （有）キャロットファーム   | 栗東・音無秀孝 | 23戦3勝（繁殖） | [ 11 ] |
| 10番仔 | 2003年 | アロンダイト       | 牡      | 黒鹿毛 | エルコンドルパサー | （有）キャロットファーム   | 栗東・石坂正   | 16戦5勝         | [ 12 ] |
| 11番仔 | 2004年 | レベリオン         | 牡      | 鹿毛   | フレンチデピュティ | （有）キャロットファーム   | 栗東・石坂正   | 2戦0勝          | [ 13 ] |
| 12番仔 | 2006年 | プラセンティア     | 牝      | 黒鹿毛 | トワイニング       | （有）キャロットファーム   | 栗東・石坂正   | 5戦0勝（繁殖）  | [ 14 ] |

## 主要なファミリーライン
太字はGI級競走優勝馬。
- *キャサリーンパー 1987
  - タンザナイト 2000
    - モルガナイト 2006
      - ブラックスピネル 2013（東京新聞杯）
      - ローズベリル 2015
        - ビップデイジー 2022（阪神JF2着）

    - ダンビュライト 2014（AJCC、京都記念）

  - クリソプレーズ 2002
    - クリソライト 2010（JDD、日本テレビ盃、ダイオライト記念）
    - マリアライト 2011（エリザベス女王杯、宝塚記念）
      - オーソクレース 2018（ホープフルS2着、菊花賞2着）

    - リアファル 2012（神戸新聞杯）
    - クリソベリル 2016（チャンピオンズC、帝王賞など重賞6勝）

  - アロンダイト 2003（ジャパンCダート）

牝系図の出典：牝系検索α

## 血統表
| キャサリーンパーの血統       | キャサリーンパーの血統                             | キャサリーンパーの血統                             | （血統表の出典）                                   | （血統表の出典） |
| 父系                         | リヴァーマン系                                     | リヴァーマン系                                     | リヴァーマン系                                     | [ § 2 ]          |
| 父 Riverman 鹿毛 1969        | 父の父Never Bend 鹿毛 1960                         | Nasrullah                                          | Nearco                                             | Nearco           |
| 父 Riverman 鹿毛 1969        | 父の父Never Bend 鹿毛 1960                         | Nasrullah                                          | Mumtaz Begum                                       |                  |
| 父 Riverman 鹿毛 1969        | 父の父Never Bend 鹿毛 1960                         | Lalun                                              | Djeddah                                            | Djeddah          |
| 父 Riverman 鹿毛 1969        | 父の父Never Bend 鹿毛 1960                         | Lalun                                              | Be Faithful                                        |                  |
| 父 Riverman 鹿毛 1969        | 父の母River Lady 鹿毛 1963                         | Prince John                                        | Princequillo                                       | Princequillo     |
| 父 Riverman 鹿毛 1969        | 父の母River Lady 鹿毛 1963                         | Prince John                                        | Not Afraid                                         |                  |
| 父 Riverman 鹿毛 1969        | 父の母River Lady 鹿毛 1963                         | Nile Lily                                          | Roman                                              | Roman            |
| 父 Riverman 鹿毛 1969        | 父の母River Lady 鹿毛 1963                         | Nile Lily                                          | Azalea                                             |                  |
| 母 Regal Exception 鹿毛 1969 | 母の父Ribot 鹿毛 1952                              | Tenerani                                           | Bellini                                            | Bellini          |
| 母 Regal Exception 鹿毛 1969 | 母の父Ribot 鹿毛 1952                              | Tenerani                                           | Tofanella                                          |                  |
| 母 Regal Exception 鹿毛 1969 | 母の父Ribot 鹿毛 1952                              | Romanella                                          | El Greco                                           | El Greco         |
| 母 Regal Exception 鹿毛 1969 | 母の父Ribot 鹿毛 1952                              | Romanella                                          | Barbara Burrini                                    |                  |
| 母 Regal Exception 鹿毛 1969 | 母の母Rajput Princess 栗毛 1961                    | Prince Taj                                         | Prince Bio                                         | Prince Bio       |
| 母 Regal Exception 鹿毛 1969 | 母の母Rajput Princess 栗毛 1961                    | Prince Taj                                         | Malindi                                            |                  |
| 母 Regal Exception 鹿毛 1969 | 母の母Rajput Princess 栗毛 1961                    | Royal Arrival                                      | Vieux Manoir                                       | Vieux Manoir     |
| 母 Regal Exception 鹿毛 1969 | 母の母Rajput Princess 栗毛 1961                    | Royal Arrival                                      | Bellatrix                                          |                  |
| 母系(F-No.)                  | (FN:16-a)                                          | (FN:16-a)                                          | (FN:16-a)                                          | [ § 3 ]          |
| 5代内の近親交配              | Nasrullah=Malindi 3×4、Pharos 5×5、Prince Rose 5×5 | Nasrullah=Malindi 3×4、Pharos 5×5、Prince Rose 5×5 | Nasrullah=Malindi 3×4、Pharos 5×5、Prince Rose 5×5 | [ § 4 ]          |
| 出典                         | 1. 2. 3. 4.                                        | 1. 2. 3. 4.                                        | 1. 2. 3. 4.                                        | 1. 2. 3. 4.      |

- 母Regal Exceptionは1972年のアイリッシュオークス勝ち馬。その半弟（本馬の叔父）にGI2勝・第3回ジャパンカップ3着のエスプリデュノールがいる。
- そのほかの近親にイブキニュースター（フラワーカップ）。